# Tsvetelina Nikolova
Tsvetelina Nikolova est une joueuse bulgare de volley-ball née le 23 septembre 1990. Elle mesure 1,78 m et joue au poste de passeuse. 

## Clubs
| Club                        | De        | À         |
| --------------------------- | --------- | --------- |
| VK Maritza Plovdiv          | 2007-2008 | 2011-2012 |
| USSP Albi Volley-Ball       | 2012-2013 | 2012-2013 |
| Vandœuvre Nancy Volley-Ball | 2013-2014 | 2016-2017 |
| CS GYM Volley               | 2019-2020 | …         |

## Palmarès

### Équipe nationale
- Ligue européenne
  - Finaliste : 2010.

### Clubs
- Championnat de Bulgarie
  - Finaliste : 2010, 2011, 2012.
- Coupe de Bulgarie
  - Vainqueur : 2012.